# Prva slovenska nogometna liga 2007-2008
La Prva slovenska nogometna liga 2007-2008 (in lingua italiana: Primo campionato calcistico sloveno 2007-2008), detta anche Prva liga Telekom Slovenije 2007-2008 per motivi di sponsorizzazione, abbreviata in 1. SNL 2007-2008, è stata la diciassettesima edizione della massima serie del campionato di calcio sloveno, disputata tra il 20 luglio 2007 e il 31 maggio 2008 e conclusa con la vittoria del Domžale, al suo secondo titolo.
Capocannoniere del torneo fu Dario Zahora (Domžale), con 22 reti.
Nel ranking UEFA 2007-08, la 1. SNL si piazzò al 44º posto (29º nel quinquennale 2003-2008).

## Formula
Come nella stagione precedente le squadre partecipanti furono 10 e disputarono un doppio turno di andata e ritorno per un totale di 36 partite. L'ultima fu retrocessa, mentre la penultima disputò uno spareggio con la seconda classificata della Druga slovenska nogometna liga per la permanenza nella massima serie.
Le squadre qualificate alle coppe europee furono quattro: i campioni alla UEFA Champions League 2008-2009, la seconda classificata e la vincitrice della coppa nazionale alla Coppa UEFA 2008-2009 e un ulteriore club alla Coppa Intertoto 2008.

## Squadre partecipanti
| Squadra    | Città          | Stadio                 | Stagione 2006-07 | Stagione 2006-07 |
| Squadra    | Città          | Stadio                 | Pos.             | Divisione        |
| ---------- | -------------- | ---------------------- | ---------------- | ---------------- |
| Domžale    | Domžale        | Športni park           | 1°               | 1. SNL           |
| HIT Gorica | Nova Gorica    | Stadio Športni Park    | 2°               | 1. SNL           |
| Maribor    | Maribor        | Stadion Ljudski vrt    | 3°               | 1. SNL           |
| Drava      | Ptuj           | Mestni stadion         | 4º               | 1. SNL           |
| Primorje   | Aidussina      | Mestni stadion         | 5°               | 1. SNL           |
| Koper      | Capodistria    | Stadio Bonifika        | 6°               | 1. SNL           |
| MIK CM     | Celje          | Arena Petrol           | 7°               | 1. SNL           |
| Nafta      | Lendava        | Športni park           | 8º               | 1. SNL           |
| Interblock | Lubiana        | Stadion ŽŠD            | 9°               | 1. SNL           |
| Livar      | Ivančna Gorica | Stadion Ivančna Gorica | 1°               | 2. SNL           |

## Classifica
|                     | Pos. | Squadra    | Pt | G  | V  | N  | P  | GF | GS | DR  |
| ------------------- | ---- | ---------- | -- | -- | -- | -- | -- | -- | -- | --- |
| Slovenia (bandiera) | 1.   | Domžale    | 76 | 36 | 22 | 10 | 4  | 69 | 28 | +41 |
|                     | 2.   | Koper      | 64 | 36 | 18 | 10 | 8  | 68 | 50 | +18 |
|                     | 3.   | Gorica     | 57 | 36 | 16 | 9  | 11 | 61 | 50 | +11 |
|                     | 4.   | Maribor    | 52 | 36 | 14 | 10 | 12 | 55 | 46 | +9  |
|                     | 5.   | Interblock | 50 | 36 | 14 | 8  | 14 | 49 | 41 | +8  |
|                     | 6.   | Primorje   | 48 | 36 | 14 | 6  | 16 | 52 | 41 | +11 |
|                     | 7.   | Nafta      | 47 | 36 | 12 | 11 | 13 | 43 | 56 | −13 |
|                     | 8.   | Celje      | 45 | 36 | 13 | 6  | 17 | 42 | 51 | −9  |
|                     | 9.   | Drava Ptuj | 44 | 36 | 13 | 5  | 18 | 45 | 64 | −19 |
|                     | 10.  | Livar      | 17 | 36 | 4  | 5  | 27 | 39 | 95 | −56 |
| Fonte: wildstat.com |      |            |    |    |    |    |    |    |    |     |

Legenda:
      Campione di Slovenia e qualificato alla UEFA Champions League 2008-2009
      Qualificato alla Coppa UEFA 2008-2009.
      Ammesso alla Coppa Intertoto UEFA 2008.
  Partecipa allo spareggio.
  Retrocesso direttamente.
      Retrocesso in 2. SNL 2008-2009.
      Escluso dal campionato.
Regolamento:
Tre punti a vittoria, uno a pareggio, zero a sconfitta.
In caso di arrivo di due o più squadre a pari punti, la graduatoria viene stilata secondo la classifica avulsa tra le squadre interessate (= scontri diretti).

### Spareggio
Il Drava Ptuj incontrò il Bonifika, secondo in 2. SNL 2007-2008 ed al secondo spareggio consecutivo, con gare di andata e ritorno. Vinse e rimase in massima serie.
| Ptuj 4 giugno 2008, ore 18:30 Andata                | Drava Ptuj | 2 – 0 referto | Bonifika | Mestni stadion Ptuj (1 500 spett.) |
| \| \| \| \| \| Drevenšek 4’, 14’ \| Marcatori \| \| |            |               |          |                                    |
|                                                     |            |               |          |                                    |
| Drevenšek 4’, 14’                                   | Marcatori  |               |          |                                    |

| Isola d'Istria 8 giugno 2008, ore 17:30 Ritorno   | Bonifika  | 1 – 0 referto | Drava Ptuj | Mestni stadion Izola (800 spett.) |
| \| \| \| \| \| Lečić 3’ (rig.) \| Marcatori \| \| |           |               |            |                                   |
|                                                   |           |               |            |                                   |
| Lečić 3’ (rig.)                                   | Marcatori |               |            |                                   |

## Risultati
|                     | Dom  | Kop  | Gor  | Mar  | Int  | Pri  | Naf  | Cel  | Dra  | Liv  |
| ------------------- | ---- | ---- | ---- | ---- | ---- | ---- | ---- | ---- | ---- | ---- |
| Domžale             | –––– | 0–0  | 2–3  | 4–0  | 2–1  | 2–1  | 5–0  | 2–1  | 4–1  | 2–1  |
| Domžale             | –––– | 1–1  | 1–1  | 0–0  | 1–2  | 3–2  | 2–0  | 4–0  | 2–1  | 1–1  |
| Koper               | 2–3  | –––– | 1–0  | 2–1  | 1–1  | 1–1  | 1–1  | 4–2  | 2–1  | 2–0  |
| Koper               | 2–2  | –––– | 4–3  | 1–1  | 2–1  | 2–1  | 3–1  | 2–0  | 2–3  | 4–0  |
| Gorica              | 1–1  | 2–3  | –––– | 3–2  | 1–0  | 1–0  | 3–4  | 0–0  | 1–1  | 1–1  |
| Gorica              | 2–0  | 2–4  | –––– | 2–1  | 2–2  | 1–3  | 4–1  | 0–0  | 1–0  | 6–1  |
| Maribor             | 0–1  | 3–3  | 2–1  | –––– | 0–1  | 0–0  | 3–3  | 0–1  | 1–3  | 3–2  |
| Maribor             | 0–1  | 3–3  | 0–3  | –––– | 1–1  | 1–1  | 3–1  | 5–2  | 1–0  | 3–2  |
| Interblock          | 0–2  | 2–2  | 0–1  | 0–1  | –––– | 1–0  | 1–0  | 1–1  | 4–1  | 5–1  |
| Interblock          | 2–3  | 1–2  | 3–0  | 1–0  | –––– | 1–2  | 1–1  | 1–1  | 1–2  | 1–0  |
| Primorje            | 0–2  | 2–0  | 1–2  | 0–0  | 2–0  | –––– | 1–2  | 0–2  | 2–1  | 4–2  |
| Primorje            | 0–0  | 4–0  | 1–0  | 1–0  | 0–2  | –––– | 2–1  | 5–0  | 1–1  | 3–0  |
| Nafta               | 0–6  | 2–0  | 1–1  | 1–1  | 1–3  | 2–1  | –––– | 2–0  | 1–1  | 3–1  |
| Nafta               | 0–0  | 1–0  | 1–2  | 0–1  | 1–0  | 2–1  | –––– | 0–0  | 1–0  | 4–2  |
| Celje               | 2–0  | 0–1  | 0–2  | 0–2  | 1–2  | 2–1  | 0–0  | –––– | 6–0  | 1–2  |
| Celje               | 0–1  | 0–2  | 4–2  | 0–2  | 2–1  | 0–2  | 2–0  | –––– | 0–2  | 1–0  |
| Drava               | 0–0  | 1–0  | 1–0  | 1–3  | 2–0  | 3–2  | 2–2  | 0–2  | –––– | 1–3  |
| Drava               | 0–6  | 2–1  | 1–3  | 1–2  | 0–2  | 1–0  | 2–1  | 1–2  | –––– | 3–1  |
| Livar               | 0–1  | 1–6  | 0–1  | 0–6  | 1–2  | 0–5  | 1–1  | 1–2  | 4–2  | –––– |
| Livar               | 1–2  | 1–2  | 3–3  | 0–3  | 2–2  | 3–0  | 0–1  | 1–5  | 0–3  | –––– |
| Fonte: wildstat.com |      |      |      |      |      |      |      |      |      |      |

## Statistiche

### Classifica marcatori
| Pos.               | Giocatore         | Squadra       | Reti |
| ------------------ | ----------------- | ------------- | ---- |
| 1                  | Dario Zahora      | Domžale       | 22   |
| 2                  | David Bunderla    | Primorje      | 17   |
| 3                  | Abdulrazak Ekpoki | Gorica        | 14   |
| 3                  | Nejc Pečnik       | Celje         | 14   |
| 5                  | Enes Demirović    | Gorica        | 13   |
| 6                  | Marko Kmetec      | Drava Ptuj    | 10   |
| 6                  | Milan Osterc      | Gorica        | 10   |
| 6                  | Ermin Rakovič     | Interblock    | 10   |
| 6                  | Dimitar Makriev   | Maribor       | 10   |
| 6                  | Dalibor Volaš     | Koper/Maribor | 10   |
| Fonte: prvaliga.si |                   |               |      |